# スリップ・オブ・ザ・タング
『スリップ・オブ・ザ・タング』（Slip of the Tongue）は、ホワイトスネイクが1989年に発表したアルバム。スタジオ・アルバムとしては8作目。

## 解説
レコーディング開始前にヴィヴィアン・キャンベルが解雇されて、また、デイヴィッド・カヴァデールと共に曲作りの中心となっていたエイドリアン・ヴァンデンバーグが、手首の腱鞘炎を起こしてしまう。最終的には、新加入したスティーヴ・ヴァイがすべてのギター・パートを担当したが、クレジット上ではヴァンデンバーグの名も「不幸にも、エイドリアンは怪我のため本作では演奏できなかった。すべてのギターの責務を満たしてくれたスティーヴに感謝する」という注記と共に記載された。
プロデュースは、ガンズ・アンド・ローゼズとの仕事で知られるマイク・クリンクと、前作『白蛇の紋章〜サーペンス・アルバス』にもクレジットされたキース・オルセンが共同で担当した。かつてカヴァデールと共にディープ・パープルに在籍していたグレン・ヒューズが、「ヴェリー・スペシャル・ゲスト」として参加している。
第1弾シングル「フール・フォー・ユア・ラヴィング」は、アルバム『フール・フォー・ユア・ラヴィング』（1980年）収録曲のセルフ・カヴァー。「セイリング・シップス」は、ヴァンデンバーグが自分の母のために作った曲である。
本作に伴うツアーでは、ヴァンデンバーグも復帰して、ヴァイとヴァンデンバーグのツイン・リード・ギター編成となった。ツアー終了後、ホワイトスネイクとしての活動は一時停止されて、カヴァデールはジミー・ペイジとの共演アルバム『カヴァデール・ペイジ』（1993年）の制作に入った。
2019年10月、アルバム発売30周年を記念し、最新リマスター音源や未発表音源などを収録した『スリップ・オブ・ザ・タング 30thアニバーサリー・エディション』が発売された。

## 収録曲
特記なき楽曲はデイヴィッド・カヴァデールとエイドリアン・ヴァンデンバーグの共作。
1. スリップ・オブ・ザ・タング - Slip of the Tongue - 5:21
2. チープ・アンド・ナスティ - Cheap an' Nasty - 3:29
3. フール・フォー・ユア・ラヴィング - Fool for Your Loving (David Coverdale, Micky Moody, Bernie Marsden) - 4:12
4. ナウ・ユーアー・ゴーン - Now You're Gone - 4:12
5. キトゥンズ・ガット・クロウズ - Kittens Got Claws - 5:02
6. ウィングズ・オブ・ザ・ストーム - Wings of the Storm - 5:02
7. ザ・ディーパー・ザ・ラヴ - The Deeper the Love - 4:23
8. ジャッジメント・デイ - Judgment Day - 5:17
9. スロー・ポーク・ミュージック - Slow Poke Music - 3:59
10. セイリング・シップス - Sailing Ships - 6:03

## シングル
本作からのシングルのチャート最高順位を示す。
| タイトル                         | イギリス | アメリカ | ニュージーランド |
| -------------------------------- | -------- | -------- | ---------------- |
| フール・フォー・ユア・ラヴィング | 43位     | 37位     | 22位             |
| ザ・ディーパー・ザ・ラヴ         | 35位     | 28位     | -                |
| ナウ・ユーアー・ゴーン           | 31位     | 96位     | -                |

## 参加ミュージシャン
- デイヴィッド・カヴァデール - ボーカル
- スティーヴ・ヴァイ - ギター
- ルディ・サーゾ - ベース
- トミー・アルドリッジ - ドラムス

ゲスト・ミュージシャン
- ドン・エイリー - キーボード
- クロード・ガウデット - キーボード
- デヴィッド・ローゼンサル - キーボード
- トミー・ファンダーバーク - バッキング・ボーカル
- グレン・ヒューズ - バッキング・ボーカル